# Lordina Mahama
Lordina Mahama (sinh ngày 6 tháng 3 năm 1963) là một chính trị gia Ghana. Bà đã kết hôn với Tổng thống thứ tư của Cộng hòa thứ tư và Tổng thống hiện tại của Ghana, John Dramani Mahama.
Trước khi trở thành Đệ nhất phu nhân, chồng của Lordina Mahama từng là thành viên của Quốc hội Ghana đại diện cho khu vực bầu cử Bole / Bamboi trong những năm 2000.

## Tuổi thơ
Bà được sinh ra Lordina Effah vào ngày 6 tháng 3 năm 1963 bởi ông bà Effah. Lordina đến từ Jema-Ampoma ở quận Nkoranza, nằm ở vùng Brong-Ahafo của Ghana. Bà ấy là người cuối cùng trong ba đứa trẻ. bà được đào tạo ban đầu tại Tamale, Ghana tại trường tiểu học Tishigu Anh giáo. Sau đó bà tiếp tục đến trường trung học Ghana ở Tamale, nơi bà học xong GCE. Chính tại trường trung học Ghana, Lordina đã gặp người chồng tương lai của mình, John Dramani Mahama.

## Giáo dục và sự nghiệp
Lordina là một sinh viên tại Dịch vụ ăn uống Flair, và đã được đào tạo đại học bốn năm về Quản lý khách sạn tại Học viện Quản lý và Hành chính công Ghana (GIMPA)  bà học thạc sĩ về Quản trị và Lãnh đạo tại Viện Quản lý và Hành chính công Ghana (GIMPA).

## Các vị thế chính trị

### Là đệ nhị phu nhân
Bà trở thành đệ nhất phu nhân khi chồng bà là cựu Tổng thống Cộng hòa Ghana John Dramani Mahama trở thành Phó Tổng thống Ghana cho Tổng thống John Evans Atta-Mills vào ngày 7 tháng 1 năm 2009.

### Là đệ nhất phu nhân
Theo hiến pháp của Ghana, chồng bà trở thành Tổng thống Ghana vào ngày 24 tháng 7 năm 2012 về cái chết của người tiền nhiệm John Atta Mills và tuyên thệ tại Quốc hội vào tháng 7 năm 2012, tự động trở thành Đệ nhất phu nhân của Cộng hòa Ghana. Trong nhiệm kỳ là Đệ nhất phu nhân, Lordina Mahama cũng được bầu làm Chủ tịch Tổ chức các Đệ nhất phu nhân châu Phi chống lại HIV và AIDS (OAFLA) vào tháng 6 năm 2015. Trước đó, bà đã từng giữ chức Phó chủ tịch của Vùng OAFLA ở Tây Phi.

## Khác
Bà có thể nói tiếng Anh, tiếng Hausa, Dagbani và Twi trôi chảy.

## Giải thưởng
Đệ nhất phu nhân có một số giải thưởng cho tên và tín dụng của mình. Bao gồm các:
- Bác sĩ danh dự của những lá thư nhân đạo, bởi Chủ tịch và Ủy viên của Đại học Fordham.[8][9]
- Một giải thưởng cho chiến dịch ung thư cổ tử cung, Maputo, Mozambique.[10]
- Giải thưởng cho vận động ung thư cổ tử cung, Windhoek, Namibia [11]
- Được giới thiệu vào Hội trường Danh vọng Lãnh đạo Phụ nữ Toàn cầu [11]
- Giải thưởng lãnh đạo truyền cảm hứng toàn cầu tại hội nghị thượng đỉnh châu Phi-Trung Đông-châu Á tại Dubai.[11]
- Được coi là Sompahemaa của Khu vực truyền thống Nkoranza, với tiêu đề phân (Nana Akosua Fremaa Ampomah Sika I) [12]
- Được coi là Nữ hoàng phát triển trong Bodom ở vùng Brong Ahafo của Ghana [13]
- Được coi là Nữ hoàng phát triển tại Ampoma ở vùng Brong Ahafo của Ghana [13]
- Nữ hoàng phát triển Enstooled ở Anloga ở Kumasi, vùng Ashanti của Ghana.